# Василе-Устимовка (Зеньковский район)

Василе-Устимовка (укр. Василе-Устимівка) — село,
Покровский сельский совет,
Зеньковский район,
Полтавская область,
Украина.
Код КОАТУУ — 5321384402. Население по переписи 2001 года составляло 275 человек.

## Географическое положение
Село Василе-Устимовка находится на правом берегу реки Мужева-Долина,
выше по течению на расстоянии в 2,5 км расположено село Дамаска,
ниже по течению на расстоянии в 3 км расположено село Лагоды,
на противоположном берегу — село Дубянщина.
По селу протекает пересыхающий ручей с запрудами.

## История
- Основано как хутор Коновальщина.
- Село указано на специальной карте Западной части России Шуберта 1826-1840 годов как хутор Коновалово[2]

## Экономика
- СХК «Колос».
- ЧП «Укрхлебдар».
- ЧП «Урожай».
- ООО «Надия».

## Объекты социальной сферы
- Клуб.